# Duckeola
Duckeola é um gênero de abelha sem ferrão presente na América do sul, mais especificamente na floresta amazônica. Existem por volta de 500 espécies de abelhas sem ferrão no mundo catalogadas em diversos gêneros diferentes. Muitas espécies ainda não foram descobertas e outras estão passando por revisões para reenquadrá-las como novas espécies ou pertencentes a outros gêneros.
Existem até o momento 2 espécies de Duckeola catalogadas, são elas:
| Gênero   | Espécie            | Nome popular (se tiver) |
| Duckeola | Duckeola ghilianii | caçadora-de-limão       |
| Duckeola | Duckeola pavani    | Duckeola pavani         |